# Lockheed P-80 Shooting Star
Lockheed P-80 Shooting Star byl první americký bojový proudový stíhací letoun a první americký proudový letoun, který zvítězil ve vzdušném souboji, a také prvním, který získal vítězství v boji mezi proudovými letouny. Jako první letoun tankoval při bojovém letu ve vzduchu. Vyvinula jej společnost Lockheed pod vedením konstruktéra Clarence „Kelly“ Johnsona.
Navržen a vyráběn byl společností Lockheed v roce 1943. Sériové letouny byly dodány a létaly pouhých 143 dní od začátku návrhu. Dva předprodukční modely se v Itálii těsně před koncem druhé světové války dočkaly velmi omezené služby. Tento typ, navržený s rovnými křídly, zažil rozsáhlé boje v Koreji v rámci letectva Spojených států (USAF) jako F-80.
Tento první americký úspěšný bojový letoun poháněný proudovým motorem byl brzy překonán transonickým MiGem-15 se šípovým křídlem a v roli k vybojování vzdušné převahy byl rychle nahrazen transonickým F-86 Sabre. F-94 Starfire, stíhací letoun pro každé počasí, používal stejný drak letadla a také zažil službu během Korejské války. Úzce příbuzný cvičný letoun T-33 Shooting Star zůstal ve výzbroji amerického letectva a námořnictva až do 80. let, přičemž poslední varianta NT-33 byla vyřazena až v dubnu 1997.

## Vývoj

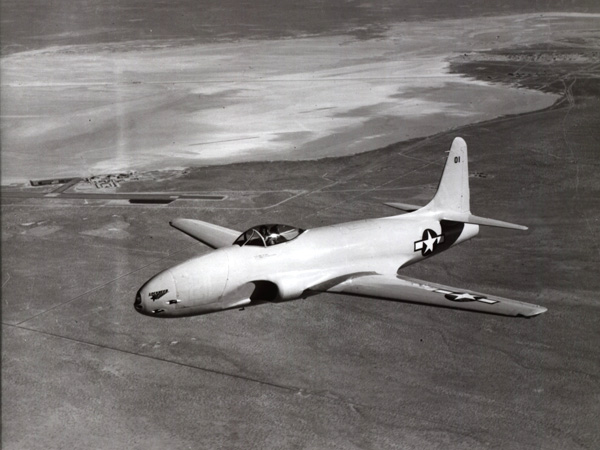
XP-80A Gray Ghost za letu

Vývoj proudových letadel v USA začal již počátkem druhé světové války, přičemž Spojené státy úzce spolupracovaly s Velkou Británií. Na vzniku amerických strojů nové generace se podílelo více firem. První americký proudový letoun Bell P-59 Airacomet létal již na sklonku roku 1942, ovšem pro bojovou činnost byl kvůli nízkým výkonům nepoužitelný (ostatně prakticky již od počátku se s ním počítalo jen jako s experimentálním). Prototyp letounu XP-80 s původním dovezeným motorem de Havilland H-1B s tahem 10,9 kN a výzbrojí pěti kulometů Colt-Browning M-2 ráže 12,7 mm vzlétl 8. ledna 1944 ze zkušební základny Muroc Dry Lake. V březnu 1944 následovala objednávka na stavbu třinácti předsériových YP-80A (dostaly sériová čísla 44-83023 až 44-83035), první z nich vzlétl 13. září 1944 (druhý z nich, stroj se sériovým číslem 44-83024, byl dokončen jako prototyp průzkumného XF-14). Výsledky byly tak povzbudivé, že si jich americké letectvo postupně objednalo 5000 kusů. První stíhačku P-80A obdrželo americké válečné letectvo v únoru 1945. Stroje měly zpočátku motory J-33-GE-9 a J-33-GE-11, poté verze J-33-A-11 a J-33-A-17 s tahem 17,8 kN vyráběné v licenci u společnosti Allison. S koncem války byl kontrakt seškrtán na 917 strojů (nakonec bylo postaveno 677 strojů P-80A a fotoprůzkumných FP-80A). Výroba se znovu plně rozeběhla až za Korejské války a v dobách studené války, přičemž stroj byl postupně modernizován. Celkem bylo vyrobeno 6447 kusů, z toho v USA 5691, v Japonsku 210 a v Kanadě 656 kusů.

## Služba

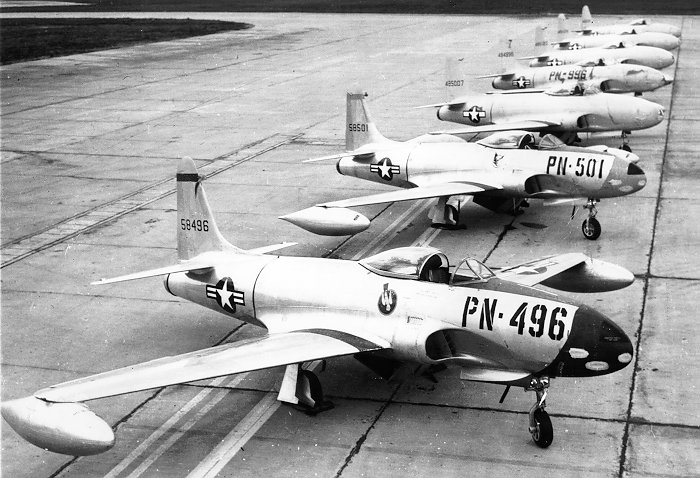
Stroje Lockheed P-80B

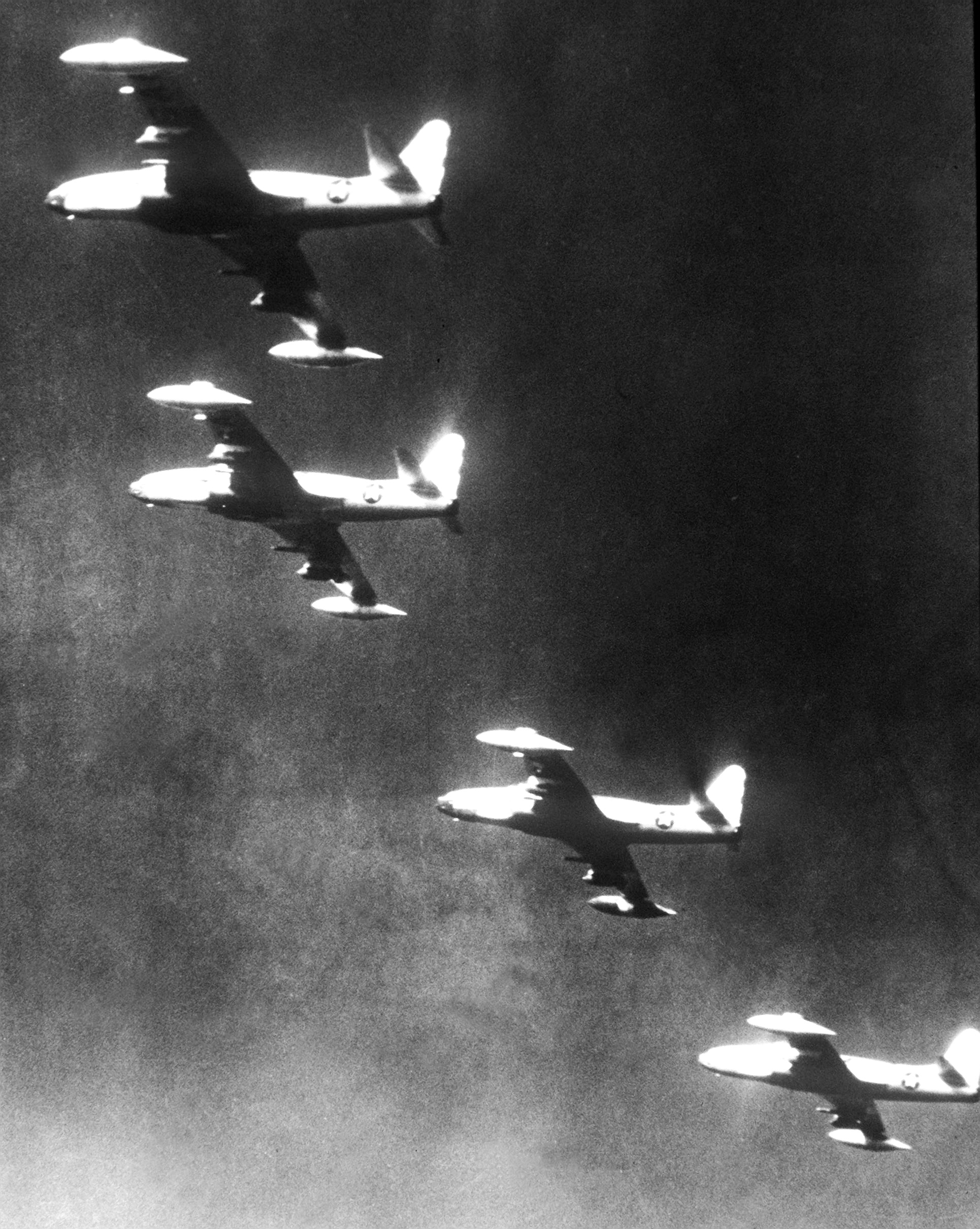
Skupina letadel F-80C Shooting Star nad Koreou v roce 1951

Shooting Star začal být zaváděn do služby koncem roku 1944 v počtu 12 kusů, ve verzi YP-80A, což byla předsériovou verzí. Třináctý kus byl upraven na průzkumnou verzi F-14, přičemž byl zničen při havárii v prosinci.
Účast letadel P-80 na bojištích druhé světové války se omezila jen na nebojové lety nad Itálií a Velkou Británií. Čtyři stroje byly odeslány na zkušební nasazení, ale když 28. ledna, při havárii způsobené požárem motoru, zahynul zkušební pilot major Frederic Borsod, všechny stroje tohoto typu byly uzemněny. Kvůli zpoždění se P-80 bojů v druhé světové válce nezúčastnil. V té době nebezpečí strojů Messerschmitt Me 262 dokázala plně eliminovat moderní pístová letadla.
Počáteční výrobní objednávka po schválení USAAF v únoru 1948 tvořila 344 kusů P-80A. Do konce července 1948 bylo dodáno celkem 83 strojů P-80 a 45 kusů zařazených k 412. stíhací skupině na letišti Muroc. Po válce výroba pokračovala, i když původně plánovaná objednávka na 5 000 strojů byla rychle zredukována na 2 000, za cenu kolem $ 100 000 za kus. Do konce výroby v roce 1950 bylo vyrobeno 1 714 jednosedadlových strojů F-80A, F-80B, F-80C a RF-80, z nichž 927 bylo ve verzi F-80C (včetně 129 kusů F-80A předělaných na standard F-80C-11-LO). Dvousedadlový stroj TF-80C, který poprvé vzlétl 22. března 1948, se stal základem pro cvičné letadlo T-33, kterého bylo vyrobeno 6 557 kusů.
Dne 27. ledna 1946 uskutečnil plukovník William H. Councill na svém letadle P-80 přelet přes Spojené státy americké bez mezipřistání, ve snaze uskutečnit první transkontinentální let proudovým letadlem. Let mezi Los Angeles a New Yorkem na vzdálenost 2 457 mil (3953 km), uskutečnil za 4 hodiny a 13 minut, při průměrné rychlosti 584 mph (939 km/h), a ustavil tak rekord FAI.
Prototyp verze P-80B označovaný jako XP-80R, upravený na závodní letadlo, pilotovaný plukovníkem Albertem Boydem, který na něm 19. června 1947 vytvořil světový rychlostní rekord 1 004,2 km/h. Výroba verze P-80C začala v roce 1948 a 11. června byl P-80C jako součást letectva Spojených států přeznačen na F-80C.
Velitelství strategického vzdušného velení USAF mělo ve službě svá letadla F-80 Shooting Star od roku 1946 do 1948, která sloužila v 1. a 56. stíhací skupině. První letadla, určená ke službě v Evropě, se připojila k 55. stíhací skupině na německém letišti Giebelstadt v roce 1946 a zůstala tam 18 měsíců.
Když Sovětský svaz začal s blokádou Berlína, uskutečnila squadrona 56. stíhací skupiny, vedená plukovníkem Davidem C. Schillingem, první let přes Atlantik jednomotorovým proudovým letadlem ze západu na východ. Cílem jejího letu bylo Německo, kde se během 45 dní podílela na operaci Fox Able I.
36. stíhací jednotka, nově vybavená letadly F-80 na letišti v Fürstenfeldbruck, nahradila a 56. stíhací skupina v květnu 1949 podnikla operaci Fox Able II. V témže roce byl první F-80 dodán 51. stíhací jednotce se základnou v Japonsku.
Čtvrtá stíhací skupina na základně Langley ve Virginii, 81. stíhací skupina na základně Kirtland v Novém Mexiku a 57. stíhací skupina na letišti Elmendorf na Aljašce, obdržely letadla F-80 v roce 1948. V roce 1948 dostaly své F-80 i záchytné jednotky protivzdušné obrany. První jednotkou Národní vzdušné gardy, která obdržela F-80, byla kalifornská 196. stíhací skupina ANG v červnu 1947.

### Korea

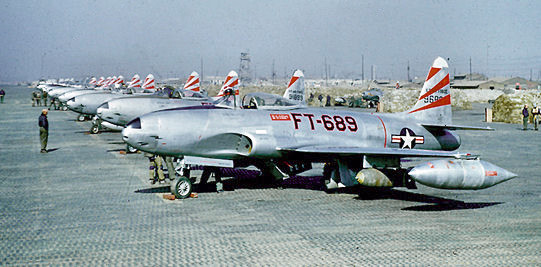
F-80C 8. stíhací-bombardovací letky v Koreji, 1950

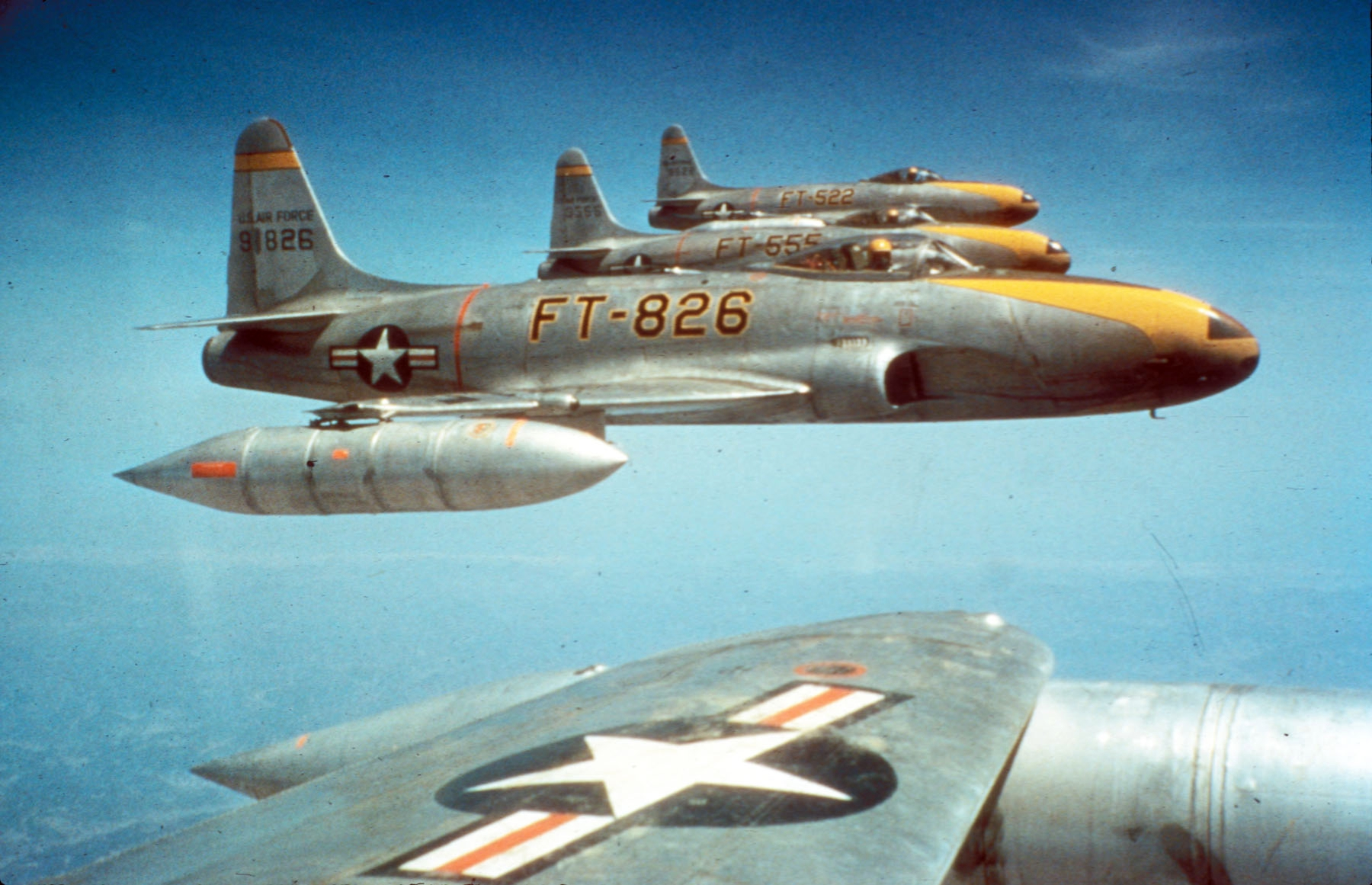
Letadla F-80C Shooting Star během letu nad Koreou, cca 1950-1951

Shooting Star byl bojově nasazen v korejské válce, kde se jí zúčastnily verze F-80C a průzkumná RF-80. Americké letectvo uvedlo jako první vzdušný souboj v historii mezi proudovými letadly souboj, který se odehrál 8. listopadu 1950 a ve kterém poručík Russel. J. Brown, letící na F-80, sestřelil MiG-15. Po konci studené války je obvykle uváděn jako první sestřel proudového letadla proudovým letadlem dřívější sestřel F-80C (který pilotoval Frank Van Sickle) Migem-15 (pilotovaným Semjonem Fjodorovičem Chominychem / Семён Фёдорoвич Хоминых). Tehdy byl tento sovětský sestřel USAF připsán severokorejské protiletadlové obraně. Nikdo nic nenamítal, protože Sověti vytrvale odmítali přiznat zapojení svých pilotů do této války a pilot F-80C tento sestřel nepřežil. F-80 se svým rovným křídlem zaostával svými výkony za MiGem-15 a v roli stíhačky k vybojování vzdušné převahy byl zanedlouho nahrazen výkonnějším letadlem se šípovitým křídlem – F-86 Sabre. Když byl nasazen dostatečný počet letadel F-86, Shooting Star byl přeřazen do role bojového letadla útočícího na pozemní cíle, letadla určeného k pokročilému výcviku a protivzdušné obraně v Japonsku. Na konci války v Koreji byla jedinou stále operující verzí F-80 průzkumná verze RF-80.
V Koreji tvořil F-80C výzbroj 110 squadron USAF:
- 8. stíhací-bombardovací letka se základnou na Suwone byla nejdéle sloužící jednotkou používající F-80 v Koreji. Své mise začala v červnu 1950 z Japonska a pokračovala až do května 1953, kdy byla přezbrojena na F-86 Sabre.
- 49. Stíhací-bombardovací letka se základnou na Taegu v Koreji, kam přeletěla z Japonska v září 1950 a pokračovala ve svých misích na F-80C do června 1951, kdy se přezbrojila na F-84 Thunderjet.
- 51. záchytná stíhací letka používala F-80C ze základny Kimpo a z Japonska od září 1950 do listopadu 1951, kdy byla přezbrojena na F-86.

V Koreji byla nasazena i jedna jednotka vybavená průzkumnými RF-80A:
- 8. Takticko-průzkumná squadrona, která sloužila od 27. června na Itazuke v Japonsku (K-2) a na základně Kimpo (K-14) v Koreji, až do uzavření příměří. Jednotka také používala několik upravených RF-80C a RF-86.

Z 277 kusů F-80 ztracených během operací (cca 30% stavu) bylo 113 zničeno pozemní palbou a 14 sestřeleno nepřátelskými letadly. USAF tvrdí, že její F-80 dosáhly ve vzdušných soubojích 17 sestřelů letadel a 24 strojů zničily na zemi. Major Charles J. Loring, Jr. byl posmrtně vyznamenán Medailí cti za své činy, během letu na F-80, u 80. stíhací-bombardovací squadrony, dne 22. listopadu 1952.
F-80 sloužil až do roku 1959, a to u více než třiceti letectev.[zdroj⁠?!]

## Uživatelé
- Brazílie
  - Brazilské letectvo
- Ekvádor
  - Ekvádorské letectvo
- Chile
  - Chilské letectvo
- Kolumbie
  - Kolumbijské letectvo
- Peru
  - Peruánské letectvo
- Spojené státy americké

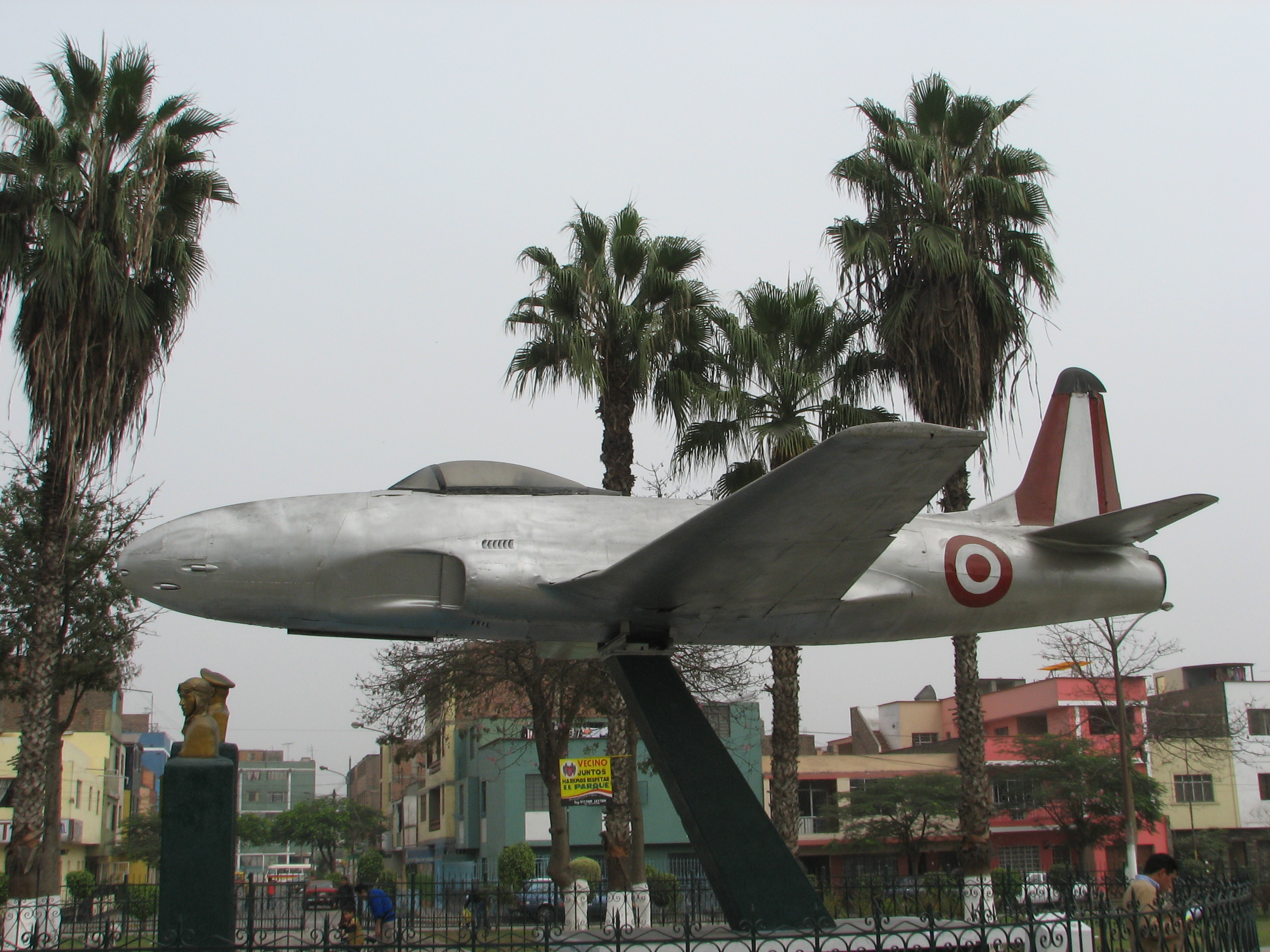
Peruánský F-80C vystavený v limském parku

  - United States Army Air Forces (YP-80/P-80)
  - United States Air Force (F-80)
  - United States Navy (TO-1/TV-1 - jako cvičné)
  - Námořní pěchota Spojených států amerických (USMC Aviation) (TO-1/TV-1)
- Uruguay
  - Uruguayské letectvo

## Specifikace (F-80C)

### Technické údaje
- Osádka: 1 (pilot)
- Rozpětí: 11,811 m
- Délka: 10,490 m
- Výška: 3,429 m
- Nosná plocha: 22,07 m²
- Hmotnost prázdného letounu: 3819 kg
- Vzletová hmotnost: 5534 kg
- Max. vzletová hmotnost: 7646 kg
- Maximální rychlost: 956 km/h na úrovni hladiny moře
- Maximální rychlost: 874 km/h ve výšce 7620 m
- Dostup: 14 265 m
- Počáteční stoupavost: 2094 m/min
- Dolet: 1328 km
- Dolet s přídavnými nádržemi: 2221 km

### Pohonná jednotka
- 1 × proudový motor Allison J33-A-35
  - Tah motoru: 2450 kp (24,02 kN)

### Výzbroj
- 6 × kulomet M3 Browning ráže 12,7 mm
- 907 kg pum (kupř. dvě pumy po 454 kg či neřízené rakety HVAR)